# جافکو
جافکو (انگلیسی: JAFCO) شرکت سرمایه‌گذاری ژاپنی است، که در سال ۱۹۷۳ تأسیس شد.